# Esrum Kloster & Møllegård
Esrum Kloster & Møllegård er et kulturhistorisk museum oplevelsesattraktion ved Esrum Kloster i Nordsjælland. På stedet findes en udstilling om Cistercienserordenen og klostrets historie samt en klosterhave med forskellige lægeurter. Desuden bliver der arrangeret forskellige særudstillinger. Til området hører desuden en Naturlegeplads og oplevelser i landskabet. 
Ud over udstillingerne inde på klosteret, afvikles der hvert år et aktivitetsprogram med madoplevelser, ferieaktiviteter og større markeder og festivaler bl.a. middelaldermarkedet Esrum Middelalderdage, høstfestival, ølfestival og julemarked.
Der findes desuden også en butik og café.

## Historie
Esrum Kloster blev grundlagt som Cistercienserkloster i 1151 af Ærkebiskop Eskil. Efter reformationen fungerede klostret frem til 1559, hvorefter klostret langsomt forfaldt og blev anvendt til forskellige formål.
I 1992 begyndte Frederiksborg Amt at restaurere bygningen og i 1997 åbnede klostret. I 2000 blev Esrum Kloster & Møllegård etableret ved en sammenlægning af museet på klostret og Esrum Møllegård tæt ved.